# Kaitlin Riley
 (avril 2024).
Si vous disposez d'ouvrages ou d'articles de référence ou si vous connaissez des sites web de qualité traitant du thème abordé ici, merci de compléter l'article en donnant les références utiles à sa vérifiabilité et en les liant à la section « Notes et références ».
Kaitlin Riley est une actrice américaine née le 17 juillet 1986 à Fort Lauderdale en Floride.

## Biographie
Elle a 2 sœurs et 4 frères. Une de ses sœurs, Bailee Madison, est également actrice. Elle s'est fiancée à Jordi Vilasuso le 14 mai 2012. Ils ont trois filles, Riley Grace, Everly et Lucy Noelle.

## Filmographie

### Cinéma
- 1997 : Catherine's Grove : Catherine jeune
- 2001 : L'ultime cascade (In The Shadows) : Mandy
- 2003 : From Justin to Kelly : Ashley
- 2003 : Monster (film, 2003) : Aileen Wuornos adolescente
- 2012 : Scavengers : Scavenger
- 2012 : Watercolor Postcards : Becky Mae